# Johann Christian Neuber

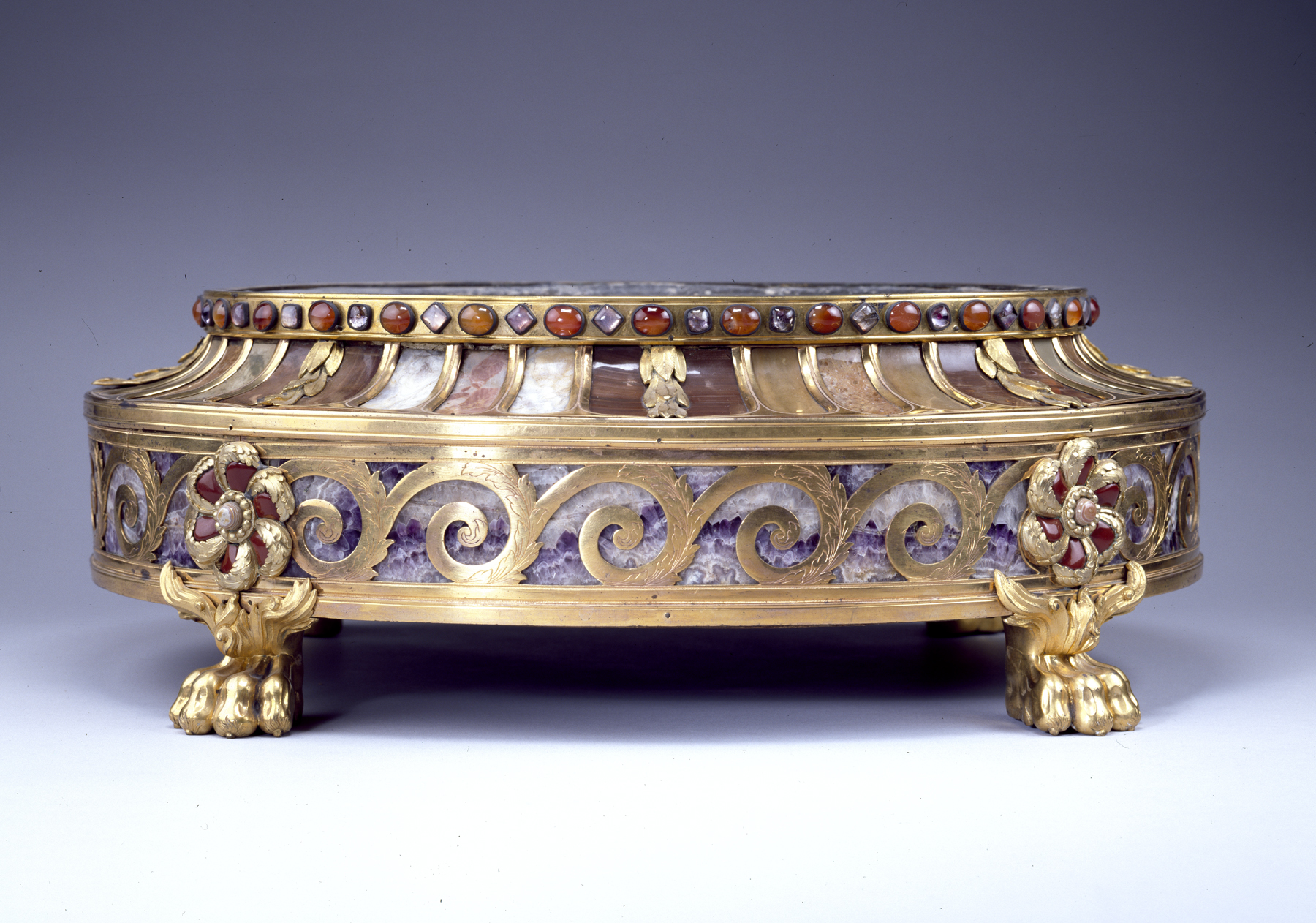
Johann Christian Neuber - zoccolo per un gruppo di figure (Walters Art Museum)

Johann Christian Neuber (Neuhausen/Erzgebirge, 7 aprile 1736 – Eibenstock, 1º gennaio 1808) è stato un orafo e museologo tedesco.

## Biografia
Nato nel villaggio di Neuwernsdorf - che ora fa parte del comune di Neuhausen/Erzgebirge ed è situato nel distretto sassone di Mittelsachsen -  Johann Christian Neuber affiancò la professione di orafo a quella di negoziante di pietre dure e di direttore di museo. Fece il suo apprendistato presso l'orafo Heinrich Tadell che per primo ebbe l'idea di incastonare pietre dure su tabacchiere d'oro.
Federico Augusto III lo nominò maestro gioielliere della Corte. Neuber si associò alla fabbrica di Meissen e realizzò nel 1782 un monumentale caminetto, decorato con mosaici di pietre dure e con piastre di porcellana di Meissen.
Divenne noto, in tutta Europa, per le sue originali tabacchiere, decorate con pietre dure e con frammenti di marmo raro. Le chiamavano stein kabinetts tabatieren, cioè tabacchiere a collezione di minerali. Al fusto di sostegno, in oro inciso e decorato, egli incastonava pannelli di pietre dure, selezionate in base al colore, alla luminosità, alla trasparenza, al gioco naturale delle venature. Il disegno di questo particolare mosaico era a cerchi concentrici, oppure si apriva a formare raggi. In corrispondenza di ogni pietra, sulla fascia d'oro che la sosteneva egli incideva un numero progressivo. All'interno della tabacchiera, Neuber ripeteva la serie completa dei numeri: ogni sua creazione diventava così una collezione di mineralogia, cioè di pietre scelte e catalogate.
Nel corso del Settecento era stata perfezionata la tecnica per affettare in lamine sottili e levigare le pietre dure e si riusciva a realizzare anche sottili sfoglie di ametista e di malachite. Neuber, mescolando marmi pregiati a pietre dure - elementi lavorati a forma e poi lucidati - intarsiò anche ripiani per preziosi tavolini tondi.

### La Tavola di Teschen

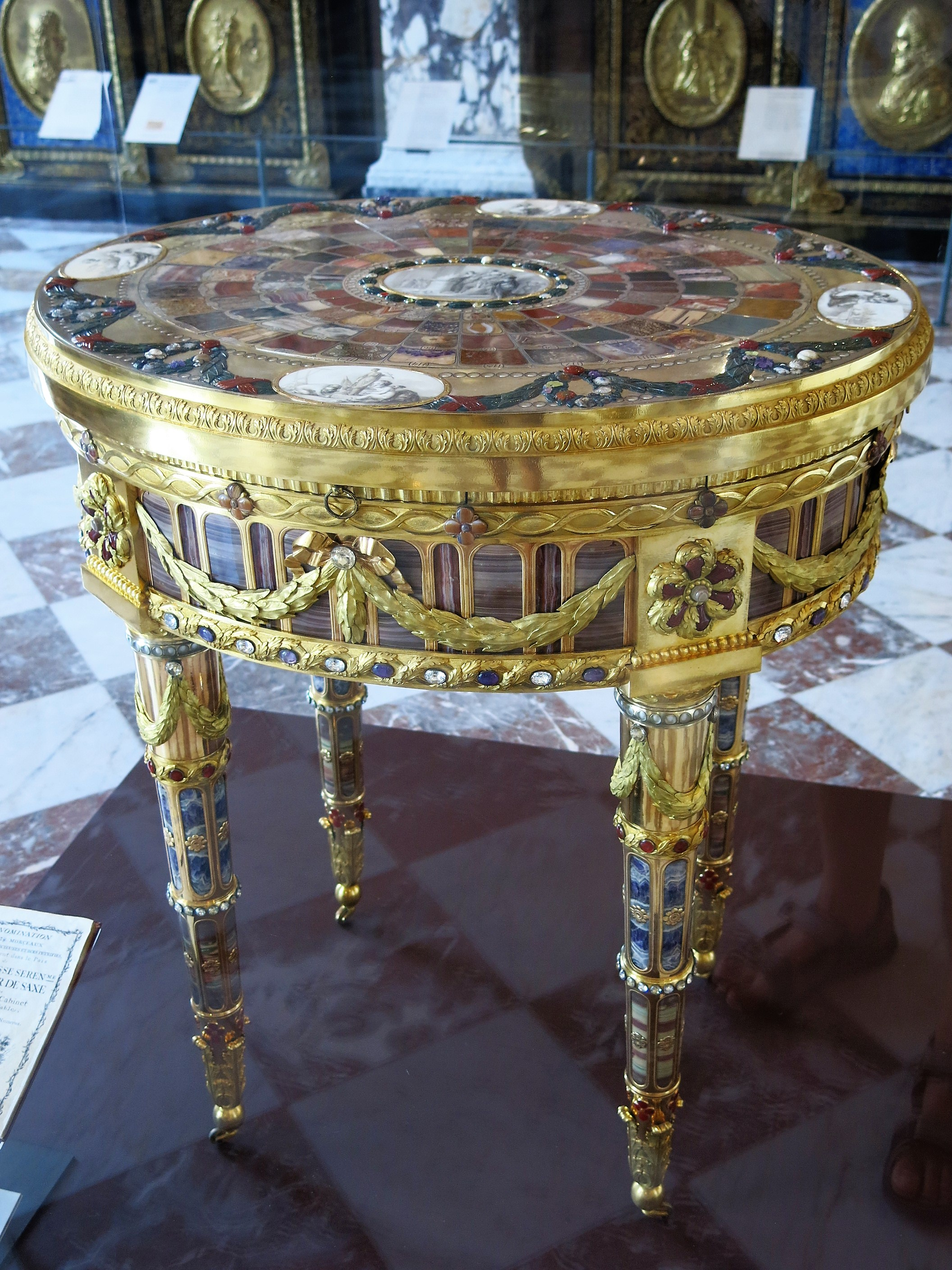
Tavola di Teschen (Louvre)

La sua opera più nota è la Tavola di Teschen, da lui realizzata per essere donata dall'elettore di Sassonia al barone e diplomatico francese Louis Auguste Le Tonnelier de Breteuil, in ringraziamento per la sua mediazione che portò alla firma del trattato di  Teschen.
Johann Christian Neuber fu conservatore e in gran parte ideatore delle preziose collezioni del museo Grünes Gewölbe, di Dresda, dove è stata raccolta una grandiosa collezione di gioielli, per buona sorte sfuggita alle distruzioni dell'ultima guerra.

### Esposizioni
- New York, Frick Collection Gold, Jasper, and Carnelian: Johann Christian Neuber at the Saxon Court, 30 maggio-19 agosto 2012.